# Sha Na Na
Sha Na Na — американський гурт. Утворений 1968 року студентами колумбійського університету: Скоттом Пауеллом (Scott Powell) — вокал; Джонні Контардо (Johnny Contardo) — вокал: Фредеріком Гріном (Frederick Greene) — вокал; Доном Йорком (Don York) — вокал; Річардом Джоффом (Richard Joffe) — вокал; Крісом Доналдом (Chris Donald) — гітара; Елліотом Кеном (Elliot Cann) — гітара; Хенрі Гроссом (Henry Gross) — гітара; Скоттом Саймоном (Scott Symon) — фортепіано; Джоном Бауманом (John Bauman) — фортепіано; Брюсом Кларком (Bruce Clarke) — бас; Джоко Марселліно (Jocko Marcellino) — ударні та Ленні Бейкером (Lennie Baker) — саксофон.
З'явившись на музичній сцені наприкінці 1960-х років, цей гурт одним з перших зробив поворот до класичного рок-н-ролу, запропонувавши ностальгійний репертуар 1950-х років з часткою іронії та гумору. Стилізований під минулу епоху взяли собі учасники гурту й сценічний імідж, одягнувшись у блискучі смокінги та штани-дудочки, зробили набріолінені зачіски. Єдиним професійним музикантом у цьому складі був Ленні Бейкер, який наприкінці 1950-х років виступав разом з Danny & The Juniors.
Міжнародну популярність Sha Na Na приніс дещо випадковий виступ 1969 року на славетному фестивалі «Woodstock», який зафіксували однойменний фільм та альбом. Менше пощастило студійним записам групи, які виявились позбавленими неповторної атмосфери живих виступів та спонтанності рок-н-рольної розваги. Лише твір «Bounce In Your Buggy», що походив з альбому «The Night is Still Young» виявився значною студійною вдачею групи (не враховуючи сольного синглу Гросса 1976 року «Shannon»).
Однак естрадні видовища групи оцінило багато зірок року. Наприклад, під час музичного пікніка, який Sha Na Na влаштували 1971 року, роль конферансьє виконував Кейт Мун, а наступного року Джон Леннон запросив групу відкрити благодійний концерт «One — For — One», проте спонтанні сольні концерти Sha Na Na з часом переросли у банальні виступи, а студентська дружба поступилась місцем сваркам та стресам. 1973 року склад групи скоротився до десяти учасників, а повним занепадом кар'єри Sha Na Na виявилась смерть 1974 року Кріса Доналда внаслідок вживання наркотиків.
Незважаючи на невдале завершення своєї кар'єри, Sha Na Na довели всім, що класичний рок-н-рол не старіє, побічно відкривши шлях таким виконавцям, як Shakin' Stevens та групам Darts і The Stray Cats.

## Дискографія
- 1969: Rock & Roll Is Here To Stay
- 1971: Sha Na Na
- 1972: The Night Is Still Young
- 1973: The Golden Age Of Rock & Roll
- 1973: From The Streets Of New York
- 1974: Hot Sox
- 1975: Sha Na Now
- 1976: The Best Of Sha Na Na
- 1977: Rock & Roll Revival
- 1977: Sha Na Na Is Here To Stay
- 1978: Grease (soundtrack)
- 1981: Remember Then 1981:Sh-Boom
- 1987: Rockin'& A Rollin'
- 1989: 20 Greatest Hits
- 1994: Best Of Sha Na Na
- 1997: Halloween Oldies Party
- 1997: Greatest Hits
- 1997: Whole Lotta Sha Na Na.

### Henry Gross
- 1969: Henry Gross
- 1974: Plug Me Into Something
- 1974: Henry Gross
- 1976: Release
- 1978: Love Is The Stuff
- 1987: I Keep On Rockin'
- 1989: She's My Baby
- 1996: Nothing But Dreams
- 1996: The One More Tomorrow — The Best Of Henry Gross.